# Perth Wildcats
Maillots
Les Perth Wildcats sont un club australien de basket-ball basé dans la ville de Perth. C'est le seul club d'Australie-Occidentale à évoluer en National Basketball League, le plus haut niveau en Australie. Il est également le club le plus titré de la ligue.

## Noms successifs
- 1982 - 1984 : Westate Wildcats
- Depuis 1984 : Perth Wildcats

## Palmarès
- National Basketball League : 1990, 1991, 1995, 2000, 2010, 2014, 2016, 2017, 2019 , 2020

## Entraîneurs successifs
- 1982 :  Henry Daigle
- 1983 :  Gordon Ellis
- 1984 :  Lynn Massey
- 1985-1986 :  Jay Brehmer
- 1987-1988 : / Cal Bruton
- 1989-Avr. 1990 :  Alan Black
- Avr. 1990-sept. 1990 : / Cal Bruton
- 1991-1992 :  Murray Arnold
- 1993-1997 :  Adrian Hurley
- 1998-2003 :  Alan Black
- 2003-2004 :  Mike Ellis
- 2004-2008 : / Scott Fisher
- 2008-2009 :  Conner Henry
- 2009-2013 :  Rob Beveridge
- 2013- :  Trevor Gleeson

## Joueurs célèbres ou marquants
- Mike Ellis
- Andrew Vlahov
- Alexandre Sarr